# Цитадель (Мангуп)
Цитадель — укрепление на мысе Тешкли-бурун  крепости Мангуп в Крыму, состоящее из отгораживающей оконечность мыса крепостной стены с башней-донжоном, также являвшейся княжеским дворцом правителей Феодоро, остатков разнообразной застройки и многочисленных искусственных пещер. Строительство цитадели историки относят к XIV веку, комплекс использовался для различных целей до второй половины XVIII века.

## Описание
Мыс Тешкли-бурун, площадью 1,2 гектара, с ровной поверхностью с уклоном к северо-западу и ограниченный отвесными обрывами высотой до 40 м, перегорожен оборонительной стеной общей длиной 102 метра (по другим данным 105 м), толщиной до 2,8 м, при высоте до 6 м, состоящей из двух куртин с башней-донжоном посередине. Сохранившиеся стены цитадели относительно новые и датируются «не ранее XIV века», гораздо позже строительства собственно крепости. В 1913 году при раскопках базилики Р. X. Лепером была найдена плита с надписью, использованная вторично и прямого отношения к храму не имевшая. Из её текста следовало, что в начале 1360-х годов велось большое строительство по «восстановлению Феодоро» — видимо, тогда, во время строительной деятельности «турмарха» Хуйтани, и возводились основные оборонительные сооружения цитадели, а в первой половине XV века цитадель была или полностью построена, либо подверглась существенной реконструкции (минимум, на треть утолщена с внутренней стороны). Мыц В. Л. считает, что начало строительство укрепления на мысе Тешкли-бурун следует относить к 1420-м годам.

### Укрепления цитадели
Донжон цитадели, стоящий в 30 м от южных обрывов, представляет собой монументальное трёхэтажное здание, выступающее за линию стен на 9 м (или 7,1), являясь одновременно дворцовым зданием (по виду с внутренней стороны) и оборонительной башней с внешней. Фасад со стороны цитадели был украшен каменными резными наличниками дверей и окон. Историки считают, что башня служила также резиденцией правителей Феодоро. Размеры донжона 16,6 на 9,6 м, первый этаж имел высоту 3 м, второй и третий 4,5—5 м, высота с кровлей реконструируется в 15 м. Башня, как и куртины, сложенны из подтёсанного (особенно с лицевой стороны) бута на известковом растворе, также использовано много крупных квадров из неких ранних построек. Толщина стен башни колеблется от 1,75 до 2,3 м на первом этаже и от 1,15 до 1,75 м на верхних, имелось 2 выхода внутрь и наружу цитадели (внутренний, видимо, парадный, с роскошным украшенным резьбой порталом). С напольной стороны стены сохранились на один этаж, с внутренней в 3 этажа, перекрытия и крыша были сделаны из деревянных болок и стропил. Стены и башня построены, как единое сооружение (кладка «вперевязь»).

К северо-западной стороне башни, в месте утолщения стены до 3,6 м, примыкали ворота из тёсанных блоков с арочным сводом шириной 3,2 м и высотой 4 м. На фронтоне ворот была греческая надпись с двуглавым орлом, которую упоминают Мартин Броневский в 1578 году
есть ворота, испрещённые греческими надписями
и Эвлия Челеби в 1666 году
Над воротами этой внутренней крепости есть тарих её построения, начертанный письмом генуэзских неверных
 К концу XVIII века надписи уже не было — Пётр Симон Паллас в 1793 году её не видел. В. П. Кирилко считает, что ворота, вместе с надписью, сооружены в 1450-х — 1460-х годах. Описывая цитадель Эвлия Челеби при посещении Мангупа и именуя её крепостью путешественник не упоминал в оборонительной стене цитадели ни амбразур, ни бойниц (возможно, ружейные бойницы были устроены турками после посещения Мангупа путешественником, так как позже он были уже известны). Стены и донжон цитадели при османах были перестроены с учётом возможного использования защищающимися и нападающими огнестрельного оружия

### Внутреннее пространство
Внутри цитадель была плотно застроена, здесь находились казармы княжеской дружины, арсенал и кузницы, стратегические запасы продовольствия, почти в центре находился осадный колодец, некогда оформленный башенной постройкой. Также Эвлия Челеби упоминал во внутренней части колодец под куполом, мечеть, перестроенную из христианского храма. В то время насельников в цитадели не было, но она поддерживалась в боевом состоянии, здания использовались, как арсенал, а ключ находился у коменданта крепости. На самом мысу стояла башня (по мнению исследователей —дозорная), руины которой в начале XIX века ещё видел И. М. Муравьев-Апостол, под башней — большая пещера, с несколькими дверными и оконными проёмами, которые со временем в значительной части обвалились, образовав большое сквозное отверстие, от чего произошло название мыса «Тешкли-бурун», буквально «Дырявый мыс». Вообще к цитадели относится примерно половина искусственных пещерных сооружений Мангупа (более 30). Одни из них представляли собой подвалы жилых усадеб, другие выполняли роль боевых казематов. В цитадели было несколько церквей — самая известная Октагональный храм, при османском владычестве превращённый в мечеть, пещерная церковь получившая в научной литературе название «Гарнизонной», при турках превращённая в хозяйственный подвал, предполагается существование пещерного монастыря в юго-восточных обрывах (А. Г. Герцен считает, что в одной из пещер воспроизводятся детали наземных построек дворцового характера). Крепость использовалась османами до конца XVIII века, в ней имелся небольшой гарнизон (около 40 человек), хранилась ханская казна, некоторые пещеры использовались для содержания важных пленников и заложников.

### История изучения
Первое описание крепости содержится в поэме «Рассказ о городе Феодоро. Стихи Матфея, недостойного и ничтожного жреца» иеромонаха Матфея, направленного патриархом Антонием IV в августе 1395 года в Хазарию, в качестве экзарха и посетившего Мангуп, в 1578 году на Мангупе побывал польский дипломат Мартин Броневский, её упоминали доминиканец Эмиддио Дортелли Д’Асколи в 1634 году и французский инженер Л. де Боплан в 1639 году. Турецкий путешественник Эвлия Челеби в 1666 году составил довольно подробное его описание. Научное исследование Мангупа принято вести с труда посетившего его в 1794 году Петра Симона Палласа, в котором учёный подробно описал археологические памятники и оборонительные сооружения. Обследование памятников с целью принятия мер по их сохранению производилось в 1821 году академиком К. Э. Келлером, считавшего (как и большинство учёных в то время), что крепость была генуэзской. Подробный исторический и историографический обзор крепости составил П. И. Кеппен в работе «О древностях южнаго берега Крыма и гор Таврических» 1837 года, Дюбуа де Монпере предполагал, что возникновение «пещерных городов», в том числе Мангупа, связано с деятельностью императора Юстиниана I, при этом путешественник создал атлас рисунков к своим сочинениям.
Археологические исследования на Мангупе изначально концентрировались вокруг цитадели, как самого приметного объекта «попутно» обследуя и открывая другие памятники. После отождествления Феодоро с Мангупом в результате работ Ф. К. Бруна актуальным стал вопрос датировки крепости. В XIX веке общепринято было считать крепость готской, построенной в VI веке (например). После раскопок Р. Х. Лепера в 1912 году, не давших находок ранее турецкого времени, был сделан вывод о сооружении крепости османами после захвата ими Мангупа.
В 1930-е годы А. Л. Якобсон, отмечая сохранность кладки из больших хорошо отесанных блоков в ряде мест, которая по ряду аналогий датируется им VI веком, вместе с М. А. Тихановой сделал вывод о том, что Мангупская крепость входила в систему укреплений эпохи Юстиниана I, упомянутую Прокопием в трактате О постройках. В 1933 году Н. И. Репников обнаружил следы вырубленных в скале двойных постелей стен поперёк мыса Тешкли-Бурун, но не указал их точное местоположение и до настоящего времени они не найдены; по мнению Е. В. Веймарна, по результатам разведок первой половины 1950-х годов, в раннее средневековье крепость существовала только на мысе Тешкли-бурун (С. Б. Сорочан считает, что это происходило в последней трети VI—VII веке). По результатам исследований на 2022 год начало строительство укрепления на мысе Тешкли-бурун относят к 1420-м годам.